# Три шага к опасности
«Три шага к опасности» — сборник фантастических рассказов Севера Гансовского. Опубликован в московском издательстве «Детская литература» в 1969 в серии «Библиотека приключений и научной фантастики». В сборник вошло 11 рассказов.

## Содержание
- Прологом к сборнику служит рассказ «Мечта», в котором описывается история парня из Варшавы 1939 года, который мог летать.
- В рассказе «Дом с золотыми окошками» танцовщица из парижского ресторана сталкивается с пришельцами с иной планеты, отличающимися большой гуманностью и добротой. Рассказ отличает сильная социальная тематика, антикапиталистическая направленность.
- В рассказе «Соприкосновение», написанном как дневник пятнадцатилетнего подростка, описывается трагическая история, связанная с судьбой открытия способа длительного существования человека под водой без каких-либо подсобных средств. «Соприкосновение» отличает психологическая достоверность переживаний рассказчика.
- В полусатирическом рассказе «Электрическое вдохновение» описывается случай применения фантастического аппарата, вызывающего приступ вдохновения, на одну провинциальную актрису.
- «Восемнадцатое царство» — рассказ о трагической судьбе изобретения, позволяющего управлять насекомыми.
- В рассказе «Но если…» наш обычный современник попадает в мир коммунистического будущего.
- Рассказ «Ослепление Фридея» посвящён трагедии талантливого изобретателя в мире наживы.
- Один из самых известных рассказов писателя, «Полигон», по мотивам которого снят одноименный мультипликационный фильм, повествует об изобретении танка, прицеливающегося, ориентируясь на волны страха, испускаемые людьми.
- Памфлет «Доступное искусство» посвящён девальвации искусства в капиталистическом мире.
- Рассказ «Три шага к опасности» оригинален по своей идее. В будущем механистическом обществе наживы, где все люди привыкли к воздействию разного рода технических средств стимуляции, есть возможность вырваться из больших городов, и группа беглецов преодолевает многочисленные опасности, чтобы вырваться на свободу. Однако, оказывается, что и это был лишь аттракцион.
- Рассказ «Спасти декабра!» посвящён экологической проблематике.